# Worthington Whittredge
Worthington Whittredge, o Thomas Worthington Whittredge (22 de mayo de 1820-25 de febrero de 1910) fue un pintor estadounidense de la Escuela del río Hudson, que alcanzó un gran éxito en su momento como pintor paisajista, y disfrutó de la amistad de importantes artistas de esta escuela, como Albert Bierstadt y Sanford Robinson Gifford.

## Juventud y aprendizaje
Worthington Whittredge nació en una granja cerca de Springfield, Ohio, y empezó como pintor de casas en Cincinnati, dedicándose también a la fotografía y al retrato en Indiana y Virginia Occidental. Pero alrededor de 1838 decidió dedicarse a la pintura del paisaje. A principios de 1849 se fue a Alemania, para estudiar en la Kunstakademie Düsseldorf, y luego pasó cinco años en Roma, donde posó como modelo para Emanuel Gottlieb Leutze. En 1856 viajó a Suiza con Albert Bierstadt, haciendo bocetos de paisaje.

## Actividad artística
Regresó en 1859 a los Estados Unidos, a Nueva York, donde sus paisajes europeos no fueron bien recibidos. Luego, cuando decidió adaptarse al estilo de la Escuela del Río Hudson, comenzó a disfrutar del éxito, representando paisajes alrededor de Nueva York y de Nueva Inglaterra. En 1862 se convirtió en miembro de la Academia Nacional de Dibujo de Estados Unidos. Whittredge realizó un total de tres viajes al Oeste de Estados Unidos. En la primera expedición, entre 1865 y 1866, Whittredge, junto con Sanford Robinson Gifford y John Frederick Kensett, acompañó a John Pope desde Fort Leavenworth (Kansas), hasta Fort Kearny (Nebraska) hasta la rama sur del Río Platte, a través de Denver, y luego al sur, a lo largo de las Montañas Rocosas orientales, hacia Nuevo México. Los otros dos viajes al Oeste tuvieron lugar en 1870 y 1871.
Las experiencias de este viaje inspiraron lienzos de grandes panoramas, como Crossing the Platte (1870). Sus obras más características son escenas de las profundidades del bosque, con helechos y rocas llenas de musgos, y con luz filtrada por las hojas de los árboles, como Forest Interior (1881). Whittredge pintó paisajes, no solamente por un interés general en la Naturaleza, sino más bien representando lugares por los que tenía un cariño especial, dando a sus obras una sensibilidad personal. Continuó pintando hasta la edad de 89 años, aunque fue variando su estilo a medida que cambiaban los gustos del mundo del Arte en Nueva York.